# خيسوس لوبيز باتشيكو
خيسوس لوبيز باتشيكو (بالإسبانية: Jesús López Pacheco)‏ هو مؤلف وكاتب وشاعر إسباني، ولد في 1930 في مدريد في إسبانيا، وتوفي في 6 أبريل 1997 في لندن في كندا بسبب سرطان الرئة.

## وصلات خارجية
- جيسوس لوبيز على موقع IMDb (الإنجليزية)